# ليون كلارك (لاعب كرة قدم أمريكية)
ليون كلارك (بالإنجليزية: Leon Clarke) هو لاعب كرة قدم أمريكية أمريكي، ولد في 10 يناير 1933 في فينسيا في الولايات المتحدة، وتوفي في 5 أكتوبر 2009 في لوس ألاميتوس في الولايات المتحدة بسبب التهاب البنكرياس.